# AZS-AWF Warszawa (piłka siatkowa kobiet)
AZS-AWF Warszawa – najbardziej utytułowana polska kobieca drużyna siatkarska.
Klub Sportowy AZS-AWF Warszawa powstał 24 listopada 1949 roku w Akademii Wychowania Fizycznego w Warszawie.
AZS-AWF Warszawa był pierwszym akademickim klubem sportowym założonym przy wyższej uczelni wychowania fizycznego pod nazwą AZS-AWF i jedynym tego typu stowarzyszeniem sportowym w Polsce do roku 1976. Klub kontynuował tradycje warszawskiego sportu akademickiego, sięgające 1916 roku.

## Sukcesy
- Mistrzostwa Polski:
  -  1. miejsce (11x): 1952, 1955, 1956, 1957, 1958, 1960, 1962, 1963, 1964, 1965, 1966
  -  2. miejsce (4x): 1959, 1961, 1973, 1975
  -  3. miejsce (3x): 1953, 1954, 1974
- Puchar Polski:
  -  2. miejsce (3x): 1954, 1970, 1972
  -  3. miejsce (5x): 1952, 1953/54, 1973, 1974, 1978
- Puchar Europy Mistrzyń Krajowych:
  -  2. miejsce: 1961, 1963